# Porphyrinia anachoresis
Porphyrinia anachoresis là một loài bướm đêm trong họ Noctuidae.